# حکومت مرکزی
حکومت مرکزی حکومت یک دولت ملی و از خصایص یک حکومت متمرکز است. این حکومت همان فدراسیون است که ممکن است قدرت‌های متمایزی در سطوح گوناگون را به دولت‌های عضو خود تفویض یا واگذار کرده باشد، گرچه صفت مرکزی گاهی به منظور توصیف آن به کار می‌رود. ساختار حکومت مرکزی متغیر است. بسیاری از کشورها با تشکیل مناطق خودمختار از حکومت مرکزی به حکومت‌های در سطوح زیرملی نظیر منطقه‌ای ایالتی یا محلی تفویض قدرت کرده‌اند.